# Janusia
Janusia é um género botânico pertencente à família Malpighiaceae.

## Espécies
- Janusia amazonica Griseb.
- Janusia anisandra (A.Juss.) Griseb.
- Janusia californica Benth.
- Janusia caudata Griseb.
- Janusia gracilis A.Gray
- Janusia guaranitica (A.St.-Hil.) A. Juss.
- Janusia janusioides W.R.Anderson
- Janusia lindmanii W.R. Anderson
- Janusia linearifolia (A. St.-Hil.) A. Juss.
- Janusia linearis Wiggins
- Janusia mediterranea W.R. Anderson
- Janusia mexicana Brandegee
- Janusia occhionii W.R. Anderson
- Janusia prancei W.R. Anderson
- Janusia scandens (Dubard & Dop) Arènes
- Janusia schwannioides W.R. Anderson

1. ↑  «Janusia — World Flora Online». www.worldfloraonline.org. Consultado em 19 de agosto de 2020